# Клаудіо Суарес
Клаудіо Суарес (ісп. Claudio Suárez, нар. 17 грудня 1968, Текскоко) — мексиканський футболіст, захисник.
За кількістю проведених матчів за національну збірну ділить 1-3 місця у світовому футболі.

## Клубна кар'єра
У дорослому футболі дебютував 1989 року виступами за команду клубу УНАМ «Пумас», в якій провів сім сезонів, взявши участь у 191 матчі чемпіонату. Більшість часу, проведеного у складі «Пумаса», був основним гравцем захисту команди, дебютував за збірну Мексики.
Своєю грою за цю команду привернув увагу представників тренерського штабу клубу «Гвадалахара», до складу якого приєднався 1996 року. Відіграв за команду з Гвадалахари наступні три сезони своєї ігрової кар'єри. Граючи у складі «Гвадалахари» також здебільшого виходив на поле в основному складі команди.
1999 року уклав контракт з клубом УАНЛ «Тигрес», у складі якого провів наступні шість років своєї кар'єри гравця. Тренерським штабом нового клубу також розглядався як гравець «основи».
Завершив професійну ігрову кар'єру у американському клубі «Чівас США», за команду якого виступав протягом 2006–2009 років.

## Виступи за збірну
1992 року дебютував в офіційних матчах у складі національної збірної Мексики. Протягом кар'єри у національній команді, яка тривала 15 років, провів у формі головної команди країни 178 матчів (6 голів).
У складі збірної був учасником чемпіонатів світу 1994 року у США, 1998 року у Франції та 2006 року у Німеччині. П'ять разів брав участь у розіграшах кубка Америки: 1993 в Еквадорі, 1995 в Уругваї, 1997 у Болівії, 1999 у Прагваї та 2004 у Перу; виграв одну срібну та дві бронзові нагороди. Був учасником чотирьох кубків конфедерацій: 1995(третє місце) і 1997 у Саудівській Аравії, 1999 у Мексиці та 2001 в Японії і Південній Кореї. На турнірі 1999 року у Мексиці, здобув титул чемпіона турніру. Перемогли у фіналі бразильців 4:3. Чотири рази брав участь у розіграшах Золотого кубка КОНКАКАФ: 1993, 1996, 1998 і 2000. У трьох перших турнірах здобував титул континентального чемпіона.

## Досягнення
- Володар Золотого кубка КОНКАКАФ (3): 1993, 1996, 1998
- Переможець Кубка конфедерацій: 1999
- Срібний призер Кубка Америки: 1993
- Третій призер кубка конфедерацій (1): 1995
- Бронзовий призер Кубка Америки: 1997, 1999
- Чемпіон Мексики (2): 1991, 1997(З)
- Віце-чемпіон Мексики (3): 1998(З), 2001(З), 2003(А)